# Helichrysum italicum
Helichrysum italicum là một loài thực vật có hoa trong họ Cúc. Loài này được (Roth) G.Don mô tả khoa học đầu tiên năm 1830. Trong tự nhiên, nó mọc trong khu vực khô nhiều đá và cát ven Địa Trung Hải. Là cây bụi nhỏ, cao 40–60 cm, với các hoa màu vàng kim từ đầu tháng 6 tới cuối tháng 7. Lá nó có mùi thơm nồng, và nói chung được sử dụng để chiết tinh dầu từ các chủng gieo trồng (tại nhiều quốc gia, nó là loài được bảo vệ).
Thuật ngữ "Helichrysum" có nguồn gốc từ tiếng Hy Lạp helios = mặt trời, và chrysos = vàng (để nói tới màu sắc tổng thể của hoa). Tính từ định danh loài "italicus" có nguồn gốc từ tiếng Latinh italicus = Italia, là khu vực nơi nó lần đầu tiên được mô tả. Tên gọi tiếng Pháp "L'Immortelle d'Italie" (hoa bất tử Italia) là do hoa khô giữ màu trong thời gian rất dài bất thường. Trong tiếng Anh, đôi khi nó được gọi là "curry plant" (cây cà ri) do có mùi giống như bột cà ri, nhưng không phải thành phần trong bột cà ri và cũng không có quan hệ họ hàng gì với cây cà ri (Murraya koenigii). Thay vì thế, nó có mùi nhựa hơi đắng, giống như các loài ngải và được sử dụng tương tự như các loài thực vật đó. Cành non và lá được dùng để hầm các món thịt, cá và rau để tạo hương vị, nhưng sau đó bị loại bỏ ra khỏi món ăn trước khi phục vụ.

## Thư viện ảnh

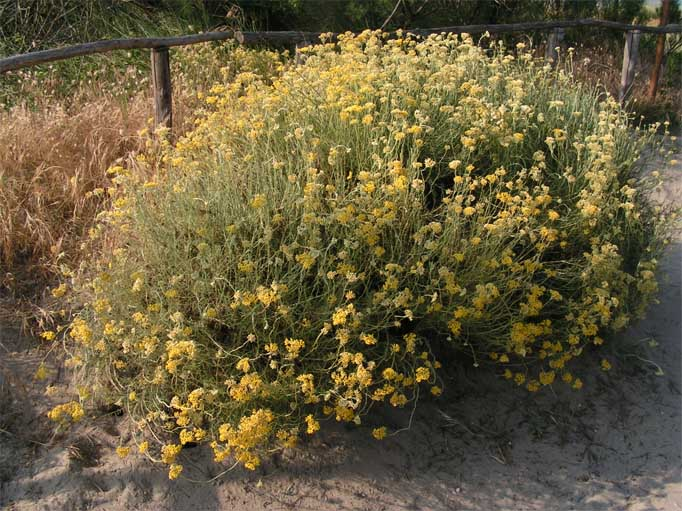
Helichrysum italicum
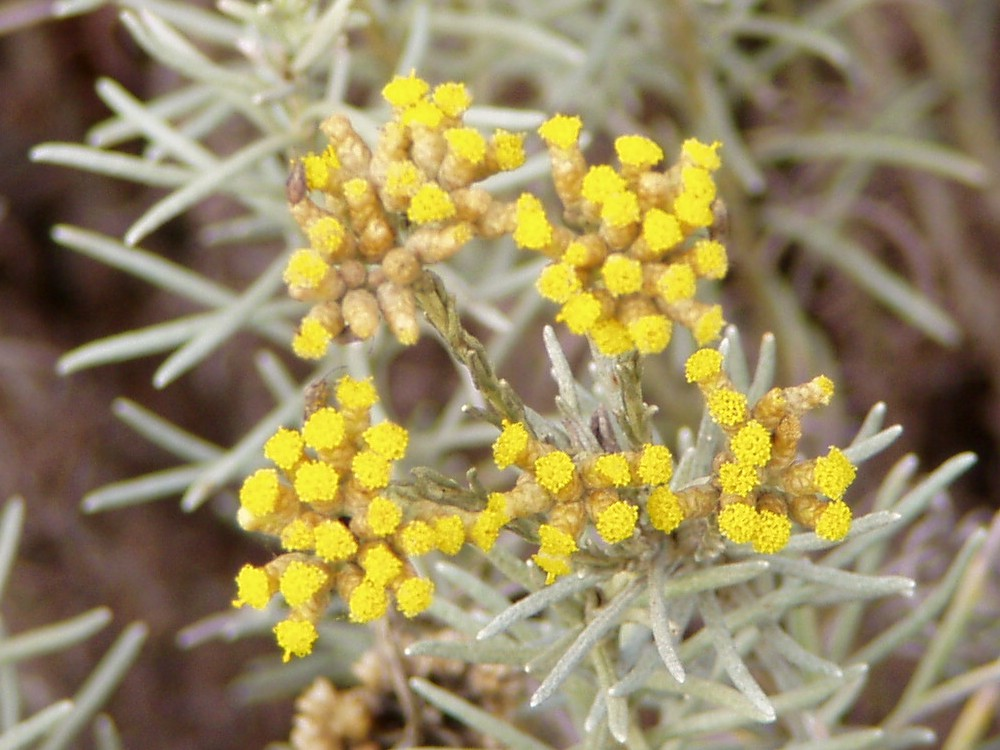
Helichrysum italicum nở hoa
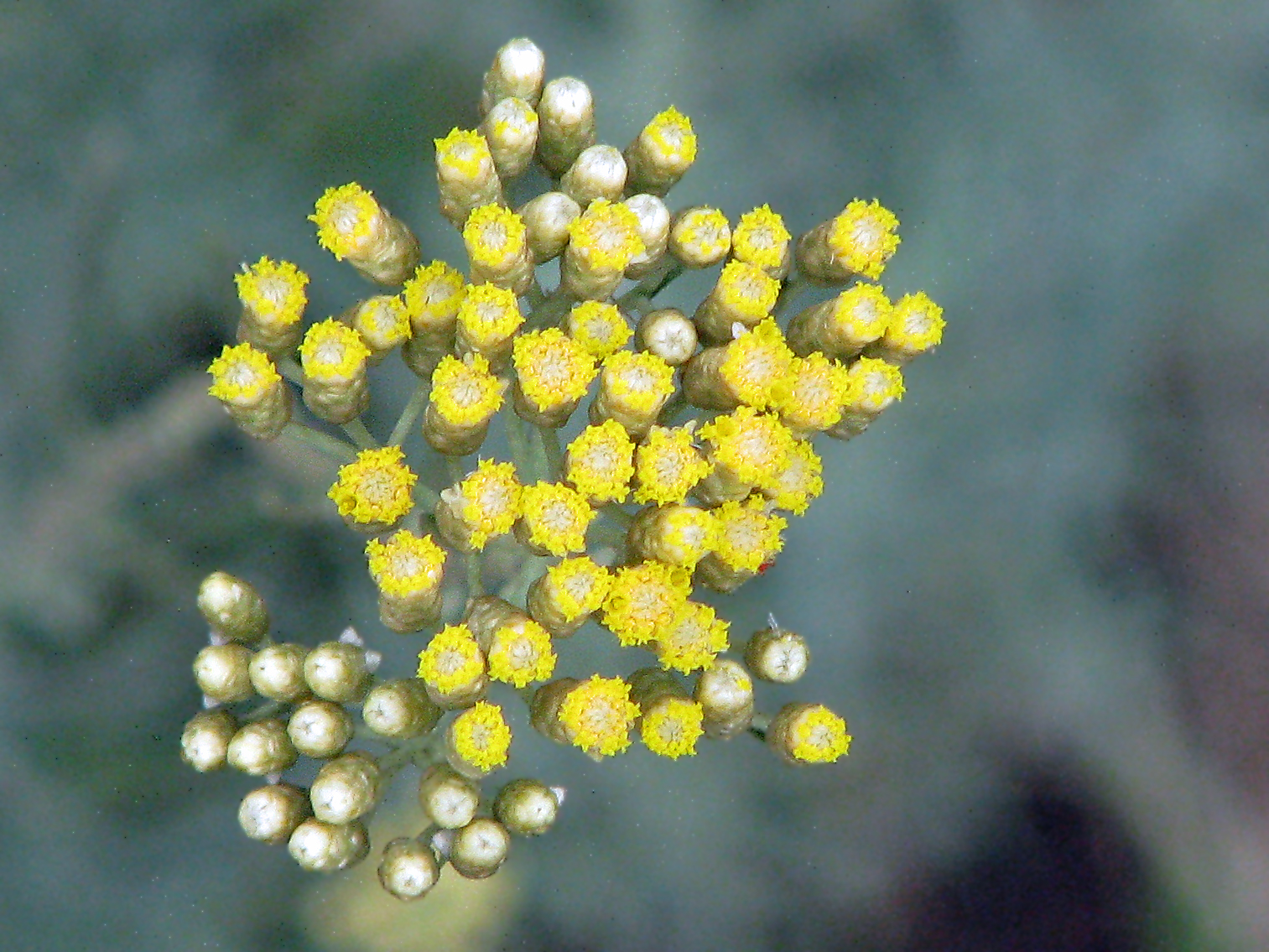
Cụm hoa chụp gần